# Priscila Leal da Silva
Priscila Leal da Silva (São Caetano do Sul, 10 de março de 1989) é uma atleta brasileira da modalidade de jogo de damas na variante brasileira e professora adjunta do Departamento de Matemática da Universidade Federal do ABC (UFABC). Conquistou o título de campeã do Campeonato Brasileiro Feminino de 64 casas, na categoria absoluta, em 2005 e em 2006, sendo bicampeã.

## Biografia
A professora Priscila Leal da Silva formou-se em bacharelado em Ciência e Tecnologia e em Matemática pela Universidade Federal do ABC, e doutorado em Matemática pela mesma universidade, em 2016. Entre 2017 e 2019, desenvolveu seu projeto de Pós-Doutorado em Matemática na Universidade Federal de São Carlos (UFSCar). Em 2019, ingressou no corpo docente do Departamento de Matemática da UFABC, em Santo André (SP).

## Carreira
Participou na equipe mista de Jogo de Damas nos Jogos Regionais e nos Jogos Abertos do interior de São Paulo. Em 2005, Priscila Leal participou do 1º Campeonato Brasileiro Feminino de Jogo de Damas de 64 casas, organizado pela Confederação Brasileira de Damas (CBD), que foi realizado em Barra Bonita, em São Paulo (SP), consagrando-se como campeã. Em 2006, participou do 2º Campeonato Brasileiro Feminino de Jogo de Damas de 64 casas, realizado em São Paulo (SP), no qual dividiu o título de campeã com a damista Francisca Rodrigues Costa. Depois dos dois títulos nacionais, Priscila também participou do 4º Campeonato Brasileiro Feminino de Jogo de Damas de 64 casas, realizado em São Caetano do Sul, em 2008, e do 5º Campeonato Brasileiro Feminino de Jogo de Damas de 64 casas, em Jaú (SP), em 2009.

## Títulos

#### Nacionais
- Campeã do 1º Campeonato Brasileiro Feminino de 64 casas, 2005, Barra Bonita (SP);[2]
- Campeã do 2º Campeonato Brasileiro Feminino de 64 casas, 2006, São Paulo (SP).[2]